# Пеленський Євген-Юлій
Євген-Юлій Пеленський (3 січня 1908, с. Конюхів, повіт Стрий, Галичина, Австро-Угорщина, нині Стрийський район Львівської обл. — 25 вересня 1956, Сідней, Австралія) — український бібліограф, літературознавець, музеєзнавець, видавець, педагог, упорядник книжок, автор передмов і приміток до книг, громадський діяч, пластун.

## Ранні роки, школа, університет
Народився в сім'ї судового виконавця, мати померла, коли йому було 10 років. Відвідував польську державну класичну гімназію в Стрию (1918—1926 рр.), учився на її українському відділі, де й проявився у нього нахил до графіки й друкарства. Основне виховання та формування світоглядних позицій отримав у Пласті, в якому працював між роками 1922—1934. Здобув ступінь магістра слов'янської філології, закінчивши студії на філософському факультеті Львівського університету (1930 р.) магістеркою, присвяченою повістям Миколи Устияновича, та докторатом з історії української мови і слов'янської етнології.

## Суспільно-громадська праця
Працював стипендіатом, адміністратором та науковим співробітником Українського національного Музею: упорядковував стародруки й рукописи, що й дало поштовх до зацікавлення бібліографією. Як активний пластун заснував, і видавництво, і журнал «Вогні», які протривали до 1939 року. Був співзасновником Товариства українських бібліофілів, опісля очолював його; також був секретарем і заступником голови етнологічної комісії Наукового товариства імені Шевченка. Друкувався в «Літературно-науковому віснику», редагував журнал «Дажбог» (1932—1934) і бібліографічний місячник «Українська книга».
Голова НТШ в Австралії (1950-1956).

## Воєнні часи, еміграція
Виїхав зі Львова за окупації міста радянською армією у 1939: переїхав до Кракова, де заснував видавництва «Бистриця» і «Українське видавництво» та газету «Краківські вісті». Працював викладачем Українського вільного університету в Празі, згодом переїхав до Німеччини, а в 1949 емігрував до Австралії. У Німеччині працював у власному видавництві «Бистриця», в Австралії заснував видавництво «Слово», яке випускало й однойменний часопис.

## Літературна творчість
З-під пера Євгена Пеленського вийшло творів із 250 — із них понад 30 шевченкознавчих праць. Між іншими вийшли і книжки про Богдана Лепкого (1932, 1943), про розвиток української літературної пародії (1935), про Райнер Рільке та Україну (1935), про західноукраїнську літературу в роках 1930—1935 (1935), про Овідія в українській літературі (1937, 1943), про період «Русалки дністрової» (1938), про Марка Черемшину (1938) та про Наукове товариство ім. Т. Г. Шевченка (1949).
Автор праць «Осип Маковей: Спроба літературної оцінки» (1930), «Забутий жанр. Нарис розвитку української літературної пародії» (1933), «Біографія української бібліографії» (1934), «Сучасне західноукраїнське письменство. Огляд за 1930—1935 рр.» (1935), «Матеріали до краєзнавчої бібліографії Галичини, Волині та Закарпаття» (1935), «Райнер Марія Рільке й Україна» (1935), «Марко Черемшина» (1938), «Антологія сучасної української поезії» (1936), «Богдан Лепкий» (1932, 1943), «Овідій в українській літературі» (1943), підручників і посібників.

## Бібліографічна й книговидавнича справа
Як бібліограф упорядкував «Бібліографію української бібліографії» (1934) та німецькою мовою Ucrainica: Ausgewahlte Bibliographie uber die Ukraine in west-europaischen Sprachen (1948). Для галицьких шкіл написав кільканадцять букварів і підручників, друкував українських класиків у різних редакціях з власними до них науковими передмовами, редагував антологію сучасної української поезії (1936). Статті друкувалися у виданнях НТШ та в галицьких періодичних виданнях, як наприклад «Літературно-науковий вісник» і «Богословія».
Молодий науковець, видавець, автор багатьох літературознавчих, бібліографічних і книгознавчих наукових розвідок Євген Пеленський очолював редакцію «Української книги». Завдяки його досвіду у видавничій діяльності часопис став провідним галицьким науковим виданням кінця 30-років. Так, над ним працювали не лише львівські вчені (Михайло Возняк, Володимир Дорошенко, Іван Крип'якевич, Богдан Романенчук, Теоктист Пачовський та ін.), а й представники Українського товариства прихильників книги у Празі (Лев Биковський, Степан Сірополко), члени Українського бібліографічного товариства Всеукраїнської академії наук (Сергій Єфремов, Петро Зленко та ін.).

### Окремі видання
- Бібліографія праць Є. Ю. Пеленського: Вибрана бібліографія 1928—1948 [Архівовано 2 червня 2021 у Wayback Machine.]. Бльомберґ : Друкарня Бистриці, 1949. 38 с. (Українська Книгознавча Бібліотека, ч. 11)
- Пеленський Є. Ю. Богдан Лепкий. — Львів: Українська школа, 1932.
- Пеленський Є. Ю. Б. Лепкий: Творчий шлях. Бібліографія творів [Архівовано 19 травня 2021 у Wayback Machine.]. 2-ге вид. Краків — Львів : Укр. вид-во, 1943. 55 с.
- Пеленський Є. Ю.Євген Маланюк // Дажбог. — 1933. — Ч. 4. — С. 71-75.
- Пеленський Є. Ю. Карпатська Україна. Географія — історія — культура. — Нью-Йорк: Накл. Карпатського Союзу в ЗСА, 1972. — 160 с.
- Пеленський Є. Ю. Культура й культ української книги. — Краків: Українське Видавництво, 1941. — 15 с. [Архівовано 19 травня 2021 у Wayback Machine.]
- Пеленський Є. Ю. Райнер Марія Рільке й Україна. — Мінден: Бистриця, 1948. — 62 с. [Архівовано 19 травня 2021 у Wayback Machine.]
- Пеленський Є. Ю. Сучасне західньо-українське письменство. Огляд за 1930—1935 рр. — Львів: Літературна бібліотека, 1935. — 64 с.
- Пеленський Є. Ю. Українська читанка для ІІІ року навчання української мови [Архівовано 2 червня 2021 у Wayback Machine.]. Нью-Йорк : Шкільна Рада Українського Конґресового Комітету Америки, 1962. 128 с.
- Пеленський Є. Ю. Українські поети 20-х рр.: Антологія сучасної української поезії. — Львів, 1936. — 128 с.
- Пеленський Є. Ю. Ucrainica в західно-европейських мовах. — Вибрана бібліографія. — Мюнхен: Бистриця, 1948. — 111 с. [Архівовано 19 травня 2021 у Wayback Machine.]

## Пластування

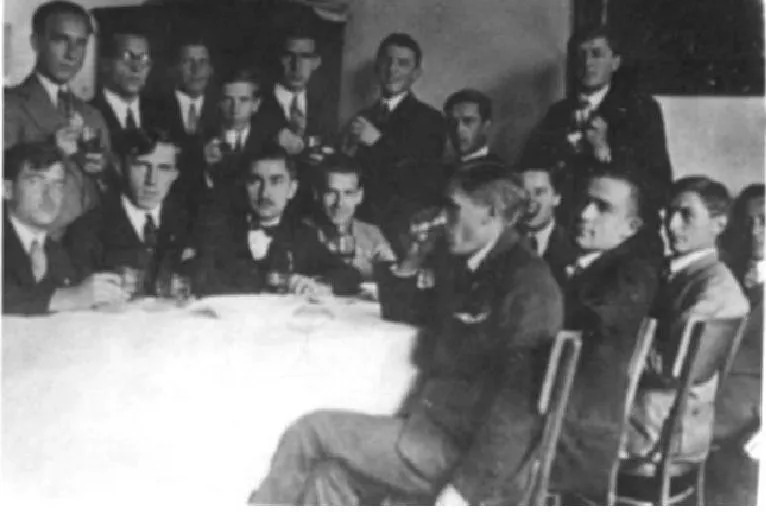
Курінна рада пластового куреня «Червона Калина». Сидять зліва направо: Степан Охримович, Володимир Калинович, Володимир Ерденберґер, Євген Пеленський, Богдан Чехут, Осип Грицак, Роман Ерденберґер, Степан Новицький, Михайло Поточняк. Стоять зліва направо: Осип Тюшка, Н, Остап Каратницький, Степан Бандера, Юліан Гошовський, Ярослав Рак, Ярослав Падох, Роман Щуровський. Львів, «Академічний дім», 21 жовтня 1928 р.

Значну частину свого життя й трудів присвятив Євген Пеленський Пластові і його історичній місії виховування нових українських поколінь. Він пластував від раннього 1918 року, коли став учнем стрийської гімназії й зберіг своє ідейне та організаційне пов'язання з Пластом до кінця життя. Спочатку, як юнак 5-го Полку, згодом — Куреня ім. кн. Ярослава Осьмомисла, а ще пізніше — 46-го Куреня ім. кн. Буй-Тура Всеволода в Стрию, що його сам заклав. Ще як учень останньої гімназійної кляси, діставши дозвіл про перехід до Уладу Старших Пластунів, разом зі своїми одноклясниками, сл. п. Володимиром Ерденбергером, Богданом Петріною, Олександром Котом, Володимиром Ничаєм, Юліаном Гошовським та іншими, став одним із засновників стрийського старшопластунського Куреня ім. полк. Івана Богуна, який, як було вже згадано вище, у 1928 році прийняв назву «Загін Червона Калина», членом якого Пеленський лишився до своїх останніх днів.
Ще в юнацьких роках склав усі обов'язкові пластові проби й здобув ступінь пластуна-скоба, яких на кінець 1926 року було в усій пластовій організації тільки 26. Згодом став і одним із трьох Гетьманських Скобів. Закінчивши гімназію, виїхав до Львова на студії, включився в пластову працю у Львові й став членом проводу Уладу Старших Пластунів. Далі піклувався своїм 40-м юнацьким сільським пластовим Куренем у Конюхові, що його заклав 1924 року, чим, як було сказано, розпочав намагання поширити Пласт і на селі. Цій проблемі присвятив він окрему розвідку «Селопласт (Замітки до дискусії)» в журналі «Молоде Життя», (чч. 7-10 з 1925 і ч. 1 з 1926 р.). 1930 року у видавництві «Вогні» появився пластовий посібник авторства Пеленського п. н. «Пластовий Гурток», який мав і друге видання в Нью-Йорку 1960 року на сторінках журналу для пластових провідників «В дорогу з юнацтвом», де й поміщено пластовий життєпис автора.
Редагуючи журнал «Молоде Життя», а після розв'язання Пласту з 1931 року журнал «Вогні», про що була мова раніше, Пеленський у численних статтях клав основи для ідеології та організаційних форм Пласту. Робив це по-пластовому й по-професорськи: методично й розважно, чим вельми заслужився для Пласту, зокрема в цю проміжну добу, коли після переходу Пласту в підпілля, треба було більш як коли розважности, щоб вдержати й поширювати пластове виховання поколінь.
Помер в Австралії на 49 році життя.
Отже, Є. Пеленський є вельми помітною фігурою в українському літературному процесі першої половини XX ст. Належне висвітлення його літературно-критичної, журналістської, видавничої та культурно-громадської діяльності ще попереду.